# Conte di Devon
Conte di Devon è un titolo ereditario della nobiltà inglese della parìa inglese. Esso non deve essere confuso col titolo di "conte di Devonshire", detenuto dalla famiglia Cavendish anche se nella patente regia di concessione, che utilizza la lingua latina, entrambi vengono indicati come comes Devon.

## Storia
Il primo ramo dei conti di Devon, della casata di de Reviers, ottenne il titolo nella persona di Baldwin de Reviers (o Redvers, o Revieres), figlio di Richard de Redvers, fondatore dell'abbazia di Twynham. Le cronache dell'abbazia includono altri conti tra gli antenati di questa famiglia prima della concessione del titolo, ma non vi sono evidenze storiche ad oggi per provarlo. Baldwin de Reviers era già gran signore di Devon e dell'Isola di Wight, ed era stato uno dei primi a ribellarsi a re Stefano d'Inghilterra. Egli assediò Exeter e fu pirata presso Carisbrooke, ma venne sconfitto dagli Angiò, intervenuti in Inghilterra, ed espulso. Egli si affiliò dunque a Matilde d'Inghilterra la quale lo nominò conte di Devon e lo riportò in Inghilterra.
La famiglia, in tempi successivi venne sospettata di sedizione sotto i Tudor, in primo luogo perché un loro rappresentante aveva sposato Caterina di York, figlia minore di Edoardo IV d'Inghilterra (della casata di York), ma questo non comportò la deprivazione del titolo. Quando l'ultimo di questa casata morì senza eredi, gli successero i suoi cugini della famiglia Courtenay, i quali riuscirono ad ottenere il titolo ufficialmente solo nel 1831. Il passaggio tra le due casate fu quantomai singolare in quanto, malgrado il cambio evidente del cognome, il titolo non venne ricreato ma i conti ripartirono il conteggio di successione, caso insolito nella storia della parìa inglese.
Dal 1556 al 1831, dunque, la famiglia Courtenay fu de jure regnante sulla contea di Devon, la quale però, dopo che Giacomo I d'Inghilterra nel 1603 l'aveva garantita a Charles Blount, VIII barone Mountjoy, la cui zia era stata la madre dell'ultimo conte, e dopo che questi era morto senza eredi, decise di dare (o più probabilmente di vendere) la contea a William Cavendish, I barone Cavendish.
Nel frattempo la casata dei Courtenay sopravviveva in un ramo distante derivato da sir Philip de Courtenay di Powderham, la quale senza pretese aveva vissuto tranquillamente sotto i Tudor in qualità di gentiluomini di campagna, divenendo baronetti nel 1645 durante la guerra civile inglese e poi acquisendo il titolo di visconti Courtenay di Powderham nel 1762.
Nel 1831 l'ultimo rampollo di questo ramo della casata ancora vivente, William Courtenay, terzo visconte, riuscì ad ottenere per sé e per la sua famiglia la ricreazione del titolo retrospettivamente, ovvero considerando come conti effettivi anche quelli de jure nei secoli precedenti. Questa norma, apparentemente secondaria, aveva in realtà un grande senso nel concetto di aristocrazia inglese in quanto con questo atto si ribadiva ufficialmente l'antichità del titolo: così facendo, al posto di divenire I conte, William Courtenay poté fregiarsi del titolo di IX conte di Devon, ribadendo la presenza di nove generazioni prima di lui e quindi l'importanza della sua famiglia.
Il cambiamento del 1831, inoltre, si era reso necessario per un motivo preciso: la famiglia Cavendish, che venne elevata al titolo ducale nel 1694, indicavano il loro titolo come duca di Devonshire. La parola "Devonshire" altro non è che la traduzione in italiano di "contea di Devon" e quindi come tale questo poteva creare degli attriti tra le due famiglie in presenza di una situazione ambigua a livello titolare. Fu per questo motivo che fu necessario distinguere una volta per tutte i due titoli in "duchi di Devonshire" e "conti di Devon".

## Conti di Devon, prima creazione (1141)
- Baldwin de Redvers, I conte di Devon (m. 1155)
- Richard de Redvers, II conte di Devon (m. 1162)
- Baldwin de Redvers, III conte di Devon (m. 1188)
- Richard de Redvers, IV conte di Devon (m. c. 1193)
- William de Redvers, V conte di Devon (m. 1217)
- Baldwin de Redvers, VI conte di Devon (1217–1245)
- Baldwin de Redvers, VII conte di Devon (1236–1262)
- Isabel de Redvers, VIII contessa di Devon (1237–1293)

## Conti di Devon, prima creazione per la linea dei Courtenay
- Hugh de Courtenay, I conte di Devon (1275 o 1276–1340) (dichiarato conte nel 1335)
- Hugh de Courtenay, II conte di Devon (1303–1377)
- Edward de Courtenay, III conte di Devon (1357–1419), grandson
- Hugh de Courtenay, IV conte di Devon (1389–1422)
- Thomas de Courtenay, V conte di Devon (1414–1458)
- Thomas Courtenay, VI conte di Devon (1432–1461) (privato nel 1461)
- John Courtenay, VII conte di Devon (1435–1471) (restaurato nel 1470; estinto nel 1471)

## Conti di Devon, seconda creazione (1469)
- Humphrey Stafford, I conte di Devon (1439–1469) (garantitogli nel maggio 1469; annullato nell'agosto 1469)

## Conti di Devon, terza creazione (1485)
- Edward Courtenay, I conte di Devon (m. 1509) (annullato alla morte di suo figlio; restaurato nel 1512 a suo nipote)

## Conti di Devon, quarta creazione (1511)
- William Courtenay, I conte di Devon (1475–1511) (nomina nel 1504; restaurato nei propri diritti nel 1511 con la nuova creazione del titolo due giorni dopo. Morì ad appena un mese dall'investitura.) figlio di Edoardo (vedi sopra).
- Henry Courtenay, I marchese di Exeter, II conte di Devon (1498 ca.–1538) (erede della II e della IV creazione dopo il 1512; ottenne il titolo nel 1538) figlio di William (vedi sopra).

## Conti di Devon, quinta creazione (1553)
- Edward Courtenay, I conte di Devon (1527–1556) (restaurato nel sangue ma non negli onori nel 1553) figlio di Henry (vedi sopra).

### Conti di Devonde jure
- William Courtenay, II conte di Devon (1529–1557), lontano cugino di Edoardo (vedi sopra)
- William Courtenay, III conte di Devon (1553–1630)
- Francis Courtenay, IV conte di Devon (1576–1638)
- Sir William Courtenay, V conte di Devon, I baronetto (1628–1702) (creato nel 1644)
- Sir William Courtenay, VI conte di Devon, II baronetto (1675–1735)
- William Courtenay, VII conte di Devon, I visconte Courtenay (11 febbraio 1709 – 16 maggio 1762) (creato Visconte Courtenay nel 1762)
- William Courtenay, VIII conte di Devon, II visconte Courtenay (30 ottobre 1742 – 14 ottobre 1788)
- William Courtenay, IX conte di Devon, III visconte Courtenay (1768–1835) (riconosciuto conte effettivo dal 1831)

### Titolo effettivo (1831)
- William Courtenay, IX conte di Devon (1768–1835)
- William Courtenay, X conte di Devon (1777–1859)
- William Reginald Courtenay, XI conte di Devon (1807–1888)
- Edward Baldwin Courtenay, XII conte di Devon (1836–1891)
- Henry Hugh Courtenay, XIII conte di Devon (1811–1904)
- Charles Pepys Courtenay, XIV conte di Devon (1870–1927)
- Henry Hugh Courtenay, XV conte di Devon (1872–1935)
- Frederick Leslie Courtenay, XVI conte di Devon (1875–1935)
- Charles Christopher Courtenay, XVII conte di Devon (1916–1998)
- Hugh Rupert Courtenay, XVIII conte di Devon (n. 1942)